# Homecoming (Green Day)
Homecoming è la dodicesima canzone dell'album American Idiot del gruppo pop punk statunitense Green Day, edito nel 2004.
La canzone dura oltre 9 minuti e si può definire come mini opera punk, simmetrica a Jesus of Suburbia.

## Struttura
La canzone è composta da 5 parti:
- The death of St.Jimmy
- East 12th st.
- Nobody likes you
- Rock and roll girlfriend
- We're coming home again

The death of St.Jimmy
In questa parte del brano si parla del suicidio di St.Jimmy (il ragazzo conosciuto da Jimmy nell'album), paragonato al suicidio mentale dello stesso Jimmy, che prima considerava St. Jimmy come un'entità più saggia di lui, ma dopo ammette che egli è soltanto un suo tentativo mentale di entrare nella società.
Dopo un'introduzione solo vocale, inizia la canzone vera e propria in stile punk. Dopo due strofe e due ritornelli, inizia la seconda parte
East 12th st.
Questa parte di canzone parla dei problemi affrontati da Jimmy nel suo viaggio.
È più melodica della prima parte, infatti è più in stile pop rock. Non ha un ritornello, e dopo alcune strofe prende un ritmo incalzante con cori in sottofondo.
Nobody likes you
Cantata da Mike Dirnt, è la parte più lenta del brano. L'accompagnamento è eseguito solo dalla batteria. In questa parte si parla della solitudine di Jimmy. Il ritornello di questa parte è presente anche all'inizio di Letterbomb.
Rock and roll girlfriend
Cantata da Tré Cool parla della freneticità della vita del batterista stesso. È più orecchiabile di Nobody likes you, e più simile a East 12th st..
We're coming home again
È la parte più lunga del brano, che parla del ritorno a casa di Jimmy, che non ha concluso niente nel suo viaggio. Dopo qualche strofa in stile The death of St.Jimmy inizia una parte molto lenta simile a Nobody likes you, nella quale Billie Joe Armstrong ripete molte volte il titolo della parte. Dopo la conclusione, senza musica, viene nuovamente ripetuto il ritornello di Nobody likes you.

## Formazione
- Billie Joe Armstrong - voce e chitarra ritmica
- Mike Dirnt - voce e basso
- Tré Cool - voce e batteria
- Jason White - chitarra solista
- Jason Freese - tastiere
- Jeff Matika - chitarra classica